# Wilko

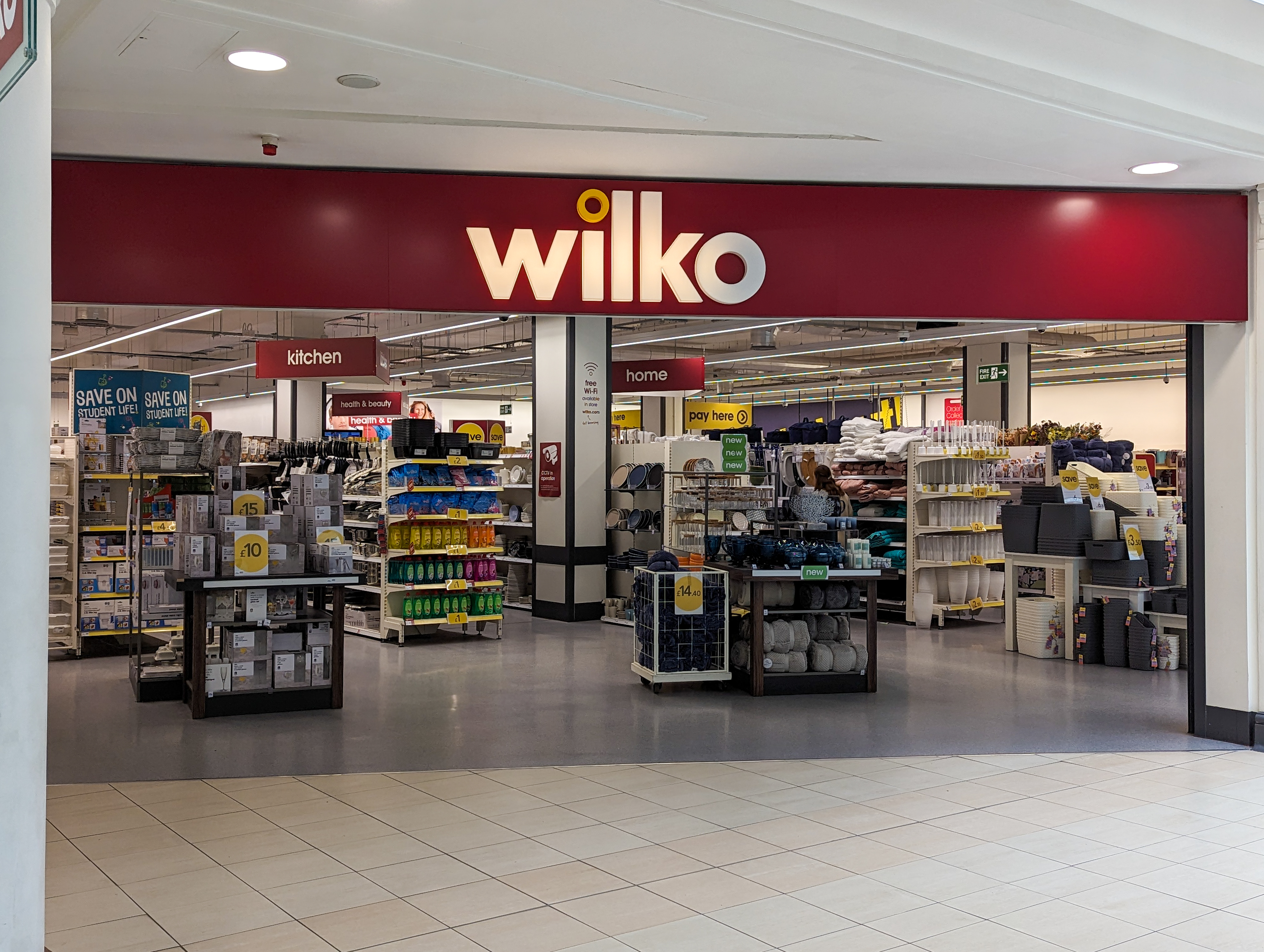
Sklep Wilko w Royal Leamington Spa

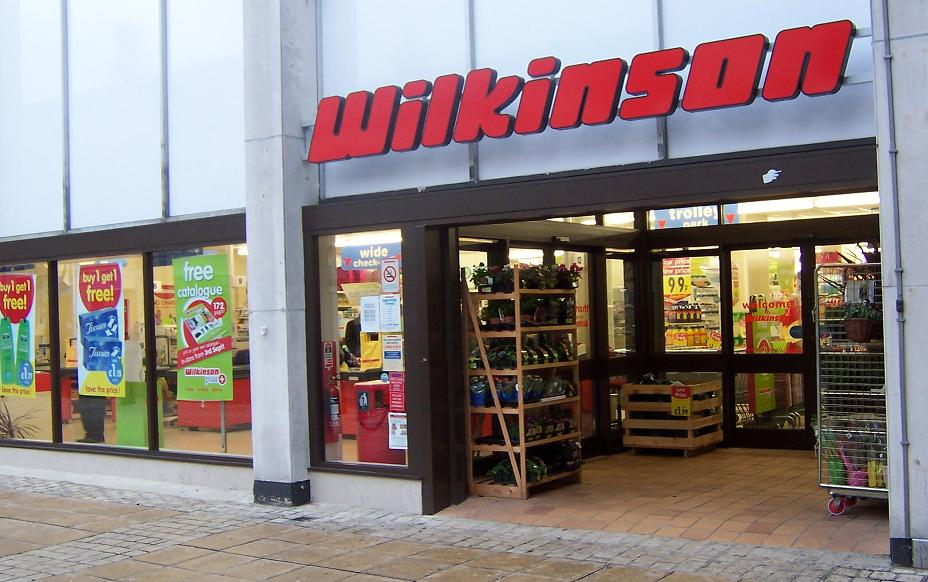
Sklep Wilkinson w 2007 roku

Wilko (do 2012 roku Wilkinson) – sieć sklepów w Wielkiej Brytanii zajmujących się głównie dyskontową sprzedażą artykułów gospodarstwa domowego, narzędzi, artykułów dla majsterkowiczów i kosmetyków należąca do przedsiębiorstwa Wilko Limited (pierwotnie pod nazwą Wilkinson Hardware Stores, Limited), będącego własnością rodziny Wilkinson. Firma sprzedawała zarówno produkty firm trzecich, jak i produkty własne (pod własną marką). W sierpniu 2023 roku ze względu na niewypłacalność spółki, wszczęte zostało wobec niej postępowanie upadłościowe. W związku z brakiem zainteresowanych zakupem całego przedsiębiorstwa, sieć, licząca 400 sklepów i zatrudniająca 12 500 osób, poddana została likwidacji. Sama marka Wilko nabyta została przez konkurencyjną sieć handlową The Range, która planuje wznowienie sprzedaży internetowej pod nią w październiku 2023 roku.

## Historia
Pierwszy sklep o nazwie Wilkinson Hardware Store otwarty został w Leicester w roku 1930. Jego założeniem była sprzedaż artykułów gospodarstwa domowego po niskich cenach. Do końca lat 30. sieć liczyła siedem sklepów. W 1960 firmę przejął syn założyciela, Tony Wilkinson. W tym czasie przedsiębiorstwo liczyło 20 sklepów. Rozwój firmy nastąpił w latach 70. wraz z ekspansją w środkowej części Anglii.